# Танеевка (Липецкая область)
 Танеевка  — деревня Фёдоровского сельсовета Елецкого района Липецкой области.

## География
Танеевка находится в юго-западной части Елецкого района, в 22 км к юго-западу от Ельца. Располагается на берегах небольшого пересыхающего ручья.

## История
Впервые «сельцо Танеево» упоминается в «Экономических примечаниях Елецкого уезда» в 1778 году. Отмечается как «владение В.И. Танеевых, 19 дворов». Название получило от фамилии владельца.
В «Списке населенных мест» Елецкого уезда Орловской губернии 1866 года отмечается как «деревня владельческая, 23 двора, 195 жителей». В 1880 году – 62 двора, 504 человека.
В 1905 году значится как одно из селений в приходе Смоленской церкви села Богородицкое-Стрельниково.
Согласно переписи населения 1926 года в Танеевке 139 дворов и 693 жителя. В 1932 году – 773 человека.

## Население
| 2010 |
| ---- |
| 1    |

## Транспорт
Танеевка связана грунтовой дорогой с селом  Каменское.
В 5 км к северо-востоку находится ж/д станция Хитрово (линия Елец – Касторная ЮВЖД).

## Достопримечательности
В 1,5 км севернее Танеевки находится церковь Смоленской иконы  Божией Матери (2-я половина XIX века).